# 狭心症 (曲)
「狭心症」（きょうしんしょう）は、RADWIMPSのメジャー10枚目、通算13枚目のシングル。2011年2月9日にEMIミュージック・ジャパンから発売された。

## 概要
前作「DADA」から約1ヶ月ぶりのリリースとなる。タイトルの「狭心症」は、心臓病の一種。

## 批評
『hotexpress』の山本純は、「終始重々しいグルーヴが支配している」と批評し、今まで以上にダイレクトな表現を用いるからこそ、彼らの覚悟を感じるとコメントした。『WHAT's IN?』の柳沢幹夫は、「しばらくぶりに声を出し、喉の響きを確認するかのような歌い出しから、舌先もめくれる沸点へと這いのぼる、ヘビーでサイケデリックな轟音ロック」と批評し、重たいリズムは1970年代のジョン・レノンの作品を思わせるとコメントした。

## 収録内容
| 全作詞・作曲: 野田洋次郎、全編曲: RADWIMPS。 |            |            |            |      |
| #                                            | タイトル   | 作詞       | 作曲・編曲 | 時間 |
| 1.                                           | 「狭心症」 | 野田洋次郎 | 野田洋次郎 | 6:51 |
| 2.                                           | 「寿限夢」 | 野田洋次郎 | 野田洋次郎 | 3:48 |
| 合計時間:                                    | 合計時間:  | 10:39      |            |      |

## 楽曲詳細
1. 狭心症
野田曰く「ずっと抱いていた圧倒的な劣等感を生まれて初めて言葉にできた曲」。
歌詞に出ている「イワンのバカ」は、ロシア童話の作品名。
野田はこの曲をライブで歌う前、「勇気をもって歌わなきゃいけない曲」と述べている。
2. 寿限夢
読み方は「じゅげむ」で、本来の漢字表記は「寿限無」。受験生を応援する曲として制作された。
リリース以降、ライブで演奏されたことが1度もない。

## 参加ミュージシャン

### RADWIMPS
野田洋次郎 - Vocal & Guitar
桑原彰 - Guitar
武田祐介 - Bass
山口智史 - Drums

### Additional Musician
日下貴世志 ｰ Chorus

## チャート
| チャート（2011年）                | 最高 順位 |
| --------------------------------- | --------- |
| オリコン週間                      | 2         |
| Billboard Japan Hot 100           | 2         |
| Billboard JAPAN Hot Top Airplay   | 33        |
| Billboard JAPAN Hot Singles Sales | 2         |
| RIAJ有料音楽配信チャート          | 9         |

### 売上
| チャート                            | 売上   |
| ----------------------------------- | ------ |
| オリコン フィジカル                 | 68,227 |
| サウンドスキャンジャパン フィジカル | 63,918 |